# کارلس کامامالا
کارلس کامامالا (انگلیسی: Carles Comamala؛ ۱۸۸۷ – ۱۹۷۶) بازیکن فوتبال اهل اسپانیا بود. وی جراح ارتوپد حرفه‌ای و بازیکن باشگاه فوتبال بارسلونا بین سال‌های ۱۹۰۳ تا ۱۹۱۲ بود. او مدیر بارسلونا در ۱۹۰۹–۱۹۱۱ بود.

## زندگی‌نامه
کارلس کامامالا در سال ۱۸۸۷ در مادرید، پایتخت اسپانیا، از پدری باسک و مادری از جزیره قناری متولد شد.